# Rutherfordine
La rutherfordine est une espèce minérale du groupe des carbonates et du sous-groupe des carbonates d'uranyle, de formule, [U6+O2]2+(CO32−).

## Inventeur et étymologie
La rutherfordine a été décrite en 1906 par le chimiste allemand Willi Marckwald, et nommée en l'honneur d'Ernest Rutherford (physicien atomiste britannique, prix Nobel de chimie 1908).

## Topotype
- U-bearing pegmatite, Morogoro, Uluguru Mts (Uruguru Mts), Morogoro Region, Tanzanie[2].
- Les échantillons de référence sont déposés au Muséum national d'histoire naturelle de Paris ainsi qu'au National Museum of Natural History de Washington.

## Cristallographie
- Paramètres de la maille conventionnelle : a = 4,845 Å, b = 9,205 Å, c = 4,296 Å, Z = 2, V = 191,59 Å3 ;
- Densité calculée = 5,72.

## Cristallochimie
- La rutherfordine fait partie du groupe de la joliotite.

### Groupe de la joliotite
- Blatonite (UO22+)CO32−,H2O, Unk; Hexa
- Joliotite (UO22+)CO32−,nH2O, (n=2?) P 222, Pmm2; Ortho
- Oswaldpeetersite (UO22+)2CO32−(OH)2,4H2O, P 21/c; 2/m
- Rutherfordine (UO22+)CO32−, P mmm; 2/m 2/m 2/m

## Gîtologie
La rutherfordine est un minéral secondaire d'altération de l'uraninite.

### Minéraux associés
- Uraninite, becquerélite, masuyite, schoepite, kasolite, curite, boltwoodite, vandendriesscheite, billiétite, métatorbernite, fourmariérite, studtite, sklodowskite, baryte, chalcopyrite, pyrite, torbernite, uranophane.

## Habitus
La rutherfordine prend surtout la forme de lattes orthorhombiques allongées pouvant atteindre 3 mm et plus. Elle peut former des agrégats radiés, fibreux, enchevêtrés ou des masses pulvérulentes. La formation de rosettes ouvertes est fréquente, mais non des nodules. 

## Synonymie
- Diderichite (J.F. Vaes): Initialement dédiée au géologue belge Norbert Diderich[3].

## Gisements remarquables
États-Unis
- Dunton Gem Quarry, Newry, Oxford Co., Maine[4]

 France
- Liauzun, Olloix, Saint-Amant-Tallende, Puy-de-Dôme, Auvergne[5]
- Riviéral/Mas d'Alary-Village, Lodève, Hérault, Languedoc-Roussillon[5]
- Les Pradels Ravine, St Léger-de-Peyre, Marvejols, Lozère, Languedoc-Roussillon[5]
- La Dorgissière Mine, Saint-Amand-sur-Sèvre, Deux-Sèvres, Poitou-Charentes[6]
- Bel Air Mine, La Chapelle Largeau, Deux-Sèvres, Poitou-Charentes[6]

 République démocratique du Congo
- Shinkolobwe Mine (Kasolo Mine), Shinkolobwe, Central area, Katanga Copper Crescent, Katanga (Shaba).

 Royaume-Uni
- Botallack, Botallack - Pendeen Area, St Just District, Cornwall, Angleterre[7]

 Tanzanie
- U-bearing pegmatite, Morogoro, Uluguru Mts (Uruguru Mts), Morogoro Region[2]

## Galerie

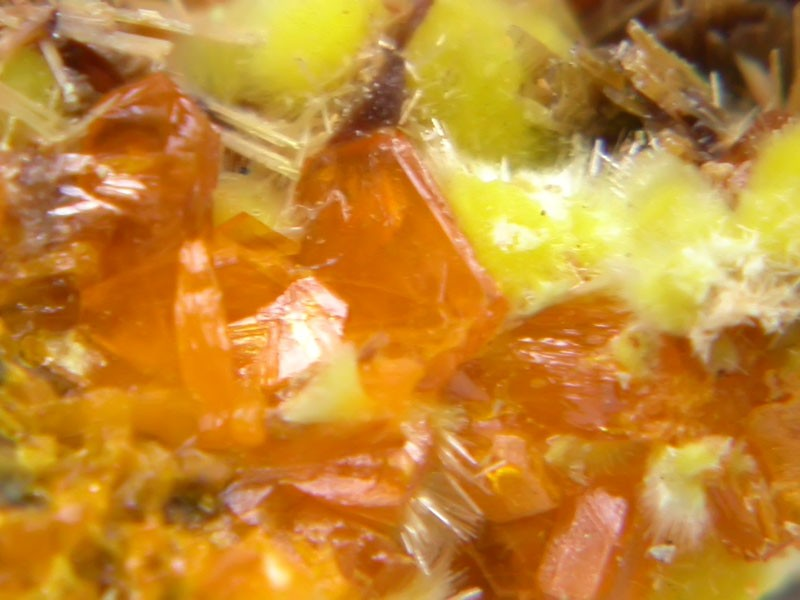
Rutherfordine brune (en haut à droite), uranophane jaune, et billietite orange de Shinkolobwe Mine, Katanga, République démocratique du Congo.
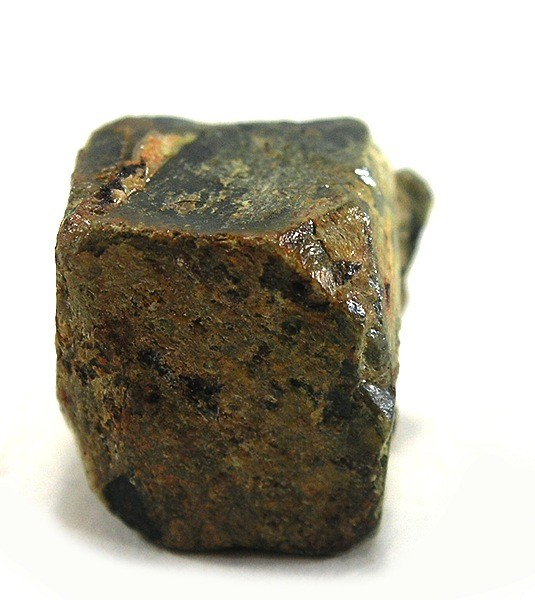
Rutherfordine sur uraninite, Morogoro, Tanzanie, 0.9 x 0.8 x 0.7 cm
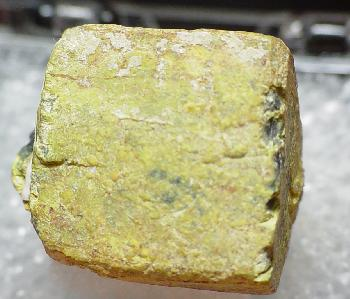
Rutherfordine sur uraninite, Morogoro, Tanzanie, 1.5 x 1.5 x 1.2 cm